# Vladimir Moragrega
Vladimir Moragrega Soto (ur. 26 lipca 1998 w Los Mochis) – meksykański piłkarz występujący na pozycji napastnika, od 2024 roku zawodnik Atlante.